# ひかりが丘 (生駒市)
ひかりが丘（ひかりがおか）は、奈良県生駒市の町名。現行行政地名はひかりが丘一丁目からひかりが丘三丁目。郵便番号は630-0141。

## 地理
生駒市の北部に位置し、西に北田原町、東に高山町と接する。
穴虫川の二本の支流に囲まれた地域で、工業地帯（学研生駒テクノエリア）に隣接している。

## 歴史
北田原町の北東部に開発された新興住宅地で、1983年（昭和58年）9月から入居を開始した。開発に当たっては穴虫川の灌漑用水の保護のため、地元の水利組合との間で細かい取り決めが行われた。

## 世帯数と人口
2019年（令和元年）10月1日現在の世帯数と人口は以下の通りである。
| 丁目             | 世帯数  | 人口    |
| ---------------- | ------- | ------- |
| ひかりが丘一丁目 | 292世帯 | 718人   |
| ひかりが丘二丁目 | 248世帯 | 627人   |
| ひかりが丘三丁目 | 103世帯 | 278人   |
| 計               | 643世帯 | 1,623人 |

### 人口の変遷
国勢調査による人口の推移。
| 1995年（平成7年）  | 2,257人 | [ 7 ]  |  |
| 2000年（平成12年） | 2,081人 | [ 8 ]  |  |
| 2005年（平成17年） | 1,951人 | [ 9 ]  |  |
| 2010年（平成22年） | 1,795人 | [ 10 ] |  |
| 2015年（平成27年） | 1,662人 | [ 11 ] |  |

### 世帯数の変遷
国勢調査による世帯数の推移。
| 1995年（平成7年）  | 585世帯 | [ 7 ]  |  |
| 2000年（平成12年） | 580世帯 | [ 8 ]  |  |
| 2005年（平成17年） | 593世帯 | [ 9 ]  |  |
| 2010年（平成22年） | 594世帯 | [ 10 ] |  |
| 2015年（平成27年） | 586世帯 | [ 11 ] |  |

## 事業所
2016年（平成28年）現在の経済センサス調査による事業所数と従業員数は以下の通りである。
| 丁目             | 事業所数 | 従業員数 |
| ---------------- | -------- | -------- |
| ひかりが丘一丁目 | 8事業所  | 50人     |
| ひかりが丘二丁目 | 3事業所  | 10人     |
| ひかりが丘三丁目 | 1事業所  | 1人      |
| 計               | 12事業所 | 61人     |

## 交通

### バス
- 奈良交通
  - ひかりが丘住宅線・白庭台住宅線

## 施設
- ひかりが丘集会所
- ひかりが丘ふれあい公園